# Икмор
Икмор (род. до 950 — 971, Доростол) — один из ближайших сподвижников великого русского князя Святослава, так же как и Сфенкел (Сфангел) известен только по византийским источникам. Пользовался почётом не благодаря происхождению или расположению князя, а за одну свою доблесть и выдающиеся антропометрические данные. Лев Диакон писал о нём: «Был между скифами Икмор, храбрый муж гигантского роста, [первый] после Сфендослава предводитель войска, которого [скифы] почитали по достоинству вторым среди них. Окруженный отрядом приближенных к нему воинов, он яростно устремился против ромеев и поразил многих из них.».
Во время одной из вылазок при осаде Доростола Икмор был обезглавлен Анемасом, телохранителем императора Иоанна Цимисхия (971), что вызвало (по словам Льва Диакона) смятение в русском войске и отступление с потерями к стенам Доростола.
В русских летописях не упоминается и в отличие от Сфенкела (Сфангела), отождествляемого часто со Свенельдом, не имеет в них аналогий. Некоторые историки склонны отождествлять его с двоюродным братом князя Святослава — Игорем, который известен по одному из русско-византийских договоров, и о котором известно только его имя.